# Aleurotrachelus maesae
Aleurotrachelus maesae là một loài côn trùng cánh nửa trong họ Aleyrodidae, phân họ Aleyrodinae.
Aleurotrachelus maesae được Takahashi miêu tả khoa học đầu tiên năm 1935.